# 191 до н. е.

## Події
- Згідно «Історією Ірландії» Джеффрі Кітінга Верховним Королем Ірландії став Крімтанн «Переможець» Коскрах, що вбив свого попередника Енну Айгнеха.
- Царем Парфії замість загиблого Артабана I став Фріяпатій.
- До Греції прибула Римська армія у розмірі 20 тисяч піхотинців, 2 тисячі вершників і 15 слонів.
- Почалася Сирійська війна (римо-селевкідська війна).
- Облога Гераклеї Трахінської
- Битва при Корику
- Битва при Фермопілах

## Померли
- Артабан I — цар Парфії з династії Аршакідів (211—191 до н. е).
- Лаодіка III, правителька держави Селевкідів.